# Exhibiționism
Exhibiționismul (din franceză exhibitionnisme, din latină exhibeo - a arăta, a face vizibil, a prezenta, + ism - sufix) este un tip de comportament uman ce constă în mania sau înclinarea de a etala, de a expune ostentativ, un impuls morbid de a se manifesta în public prin acte, atitudini sau gesturi indecente.
Din punct de vedere medical, exhibiționismul este unul din simptomele comportamentului sexual deviant, încadrat în categoria hipersexualitate.

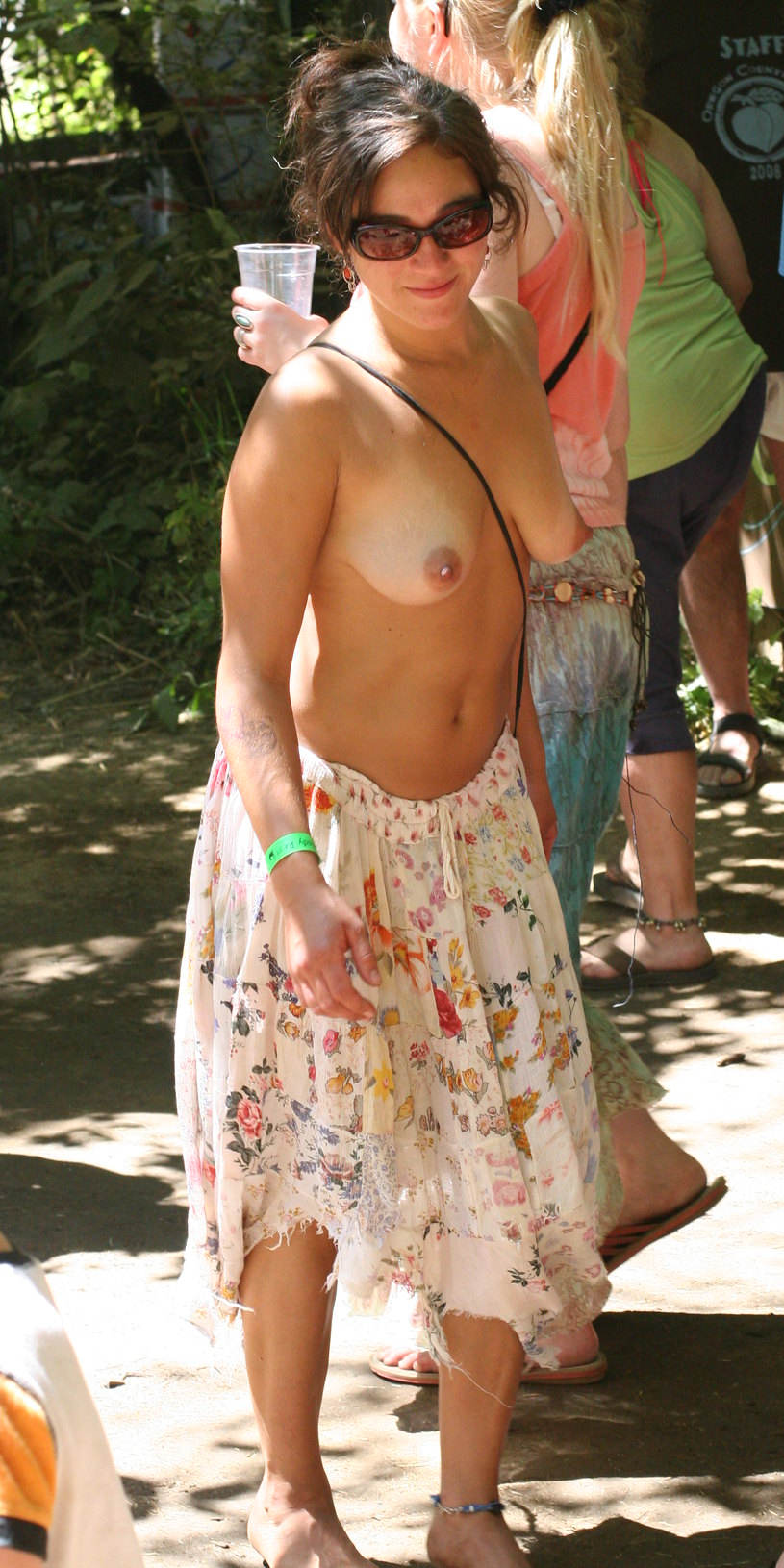
Femeie topless în Oregon

Din punct de vedere sexual, exhibiționismul este un tip de perversiune sexuală ce constă în expunerea în public a organelor sexuale, în scopul atragerii atenției (expunere indecentă), cu intenția de a provoca interes sexual din partea spectatorilor).
Actele exhibiționiste urmează tipic o situație în care bărbatul în cauză s-a simțit umilit, fiind frecvent în puterea unei femei. De aceea, exhibiționistul își răzbună umilirea prin șocarea unor femei străine. Mai mult, expunerea organelor sale genitale îl face capabil pe bărbat să-și regăsească un sens al valorii și o identitate masculină pozitivă. Acești bărbați suferă frecvent de o insecuritate profundă în legătură cu masculinitatea lor. Unele aspecte care favorizează declanșarea acestui comportament sexual la tineri sunt rigiditatea părinților, lipsa unor activități optime de petrecere a timpului liber, izolarea socială, modul în care a fost gestionată criza pubertară (interdicții, restricții, feedback negativ).

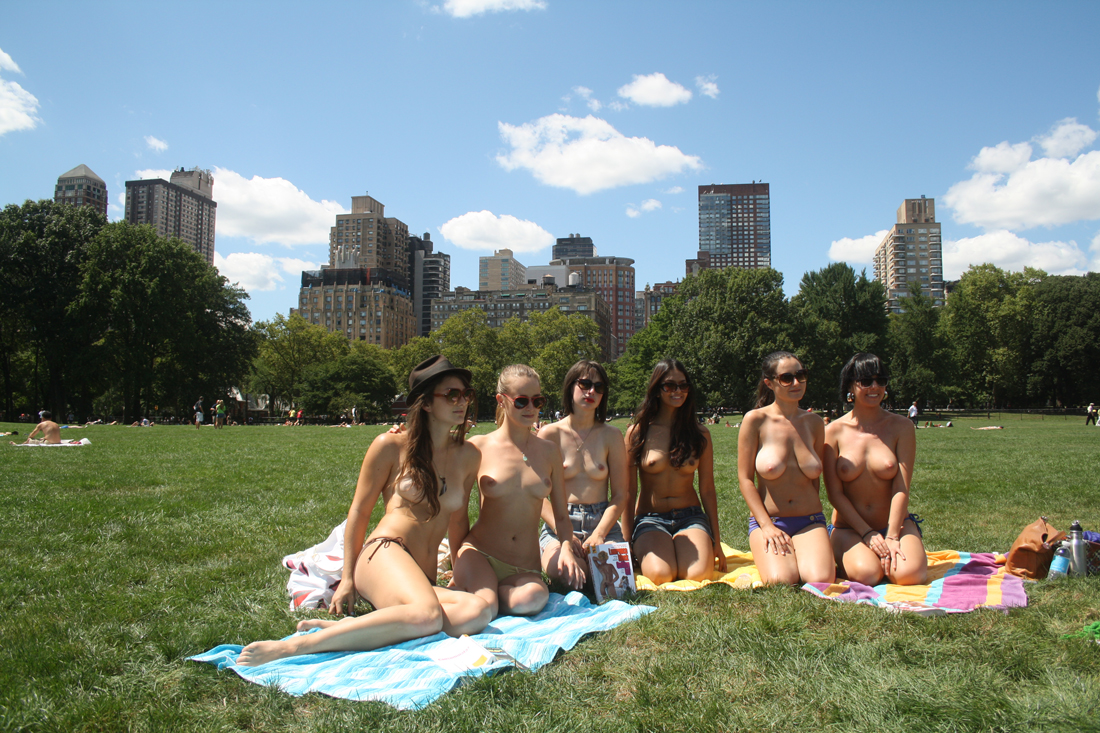
Femei Topless in New York

Pentru a fi încadrat medical, exhibiționistul trebuie să practice pe o perioadă de cel puțin 6 luni de zile expunerea repetată a organelor genitale în fața unor persoane străine, în scopul obținerii excitației sexuale, fără nici o intenție de a avea ulterior relații sexuale cu aceasta. De regulă, expunerea se face prin surprindere, pe neașteptate, și bolnavul este cu atât mai puțin satisfăcut cu cât reacția spectatorilor săi (fără voia lor) este mai indiferentă. Deoarece exhibiționistul nu intenționează să aibă vreun raport sexual cu “victimele” sale, el este chiar speriat, derutat de eventualele propuneri ale acestora, chiar și spuse în glumă. Persoana vrea să șocheze femeile, iar reacția acestora să vină ca o confirmare că penisul său este intact. Vârsta spectatorilor nu prezintă importanță, dar de regulă pacientul preferă să se expună în fața copiilor sau a femeilor tinere, de aceea, are locurile sale preferate și frecventate: pe lângă școli, sau în parcuri mai puțin circulate.
În exhibiționism, excitația sexuală apare la anticiparea expunerii, iar orgasmul este obținut ca urmare a masturbării în timpul sau după expunerea organelor genitale. Aproape în 100% din cazuri persoanele exhibiționiste sunt de sex masculin. Dinamica exhibiționismului se referă de obicei la afirmarea masculinității prin expunerea penisului și urmărirea reacției victimei. Tratamentul este psihoterapeutic și psihiatric, cu prognostic rezervat.
Peste 90% din cazurile de exhibiționism înregistrate sunt bărbați, frecvența în cazul femeilor fiind foarte redusă. În timp ce bărbații își expun organele genitale, în stare de erecție sau flasciditate, femeile își exhibă în special sânii.

## Legislația în România
Codul penal al României, prin Art. 373 Ultrajul contra bunelor moravuri, prevede următoarele:
Fapta persoanei care, în public, expune sau distribuie fără drept imagini ce prezintă explicit o activitate sexuală, alta decât cea la care se referă art. 372, ori săvârșește acte de exhibiționism sau alte acte sexuale explicite, se pedepsește cu închisoare de la 3 luni la 2 ani sau cu amendă.
În cadrul acestui articol se consideră că exhibiționismul constă în expunerea în public a organelor genitale, ca modalitate de obținere a satisfacției sexuale și că în categoria actelor sexuale explicite intră actele sexuale normale, orale, anale, actele cu caracter zoofil și orice altă manifestare prin care se obține o satisfacere a sexualității.

## Tipuri de expunere

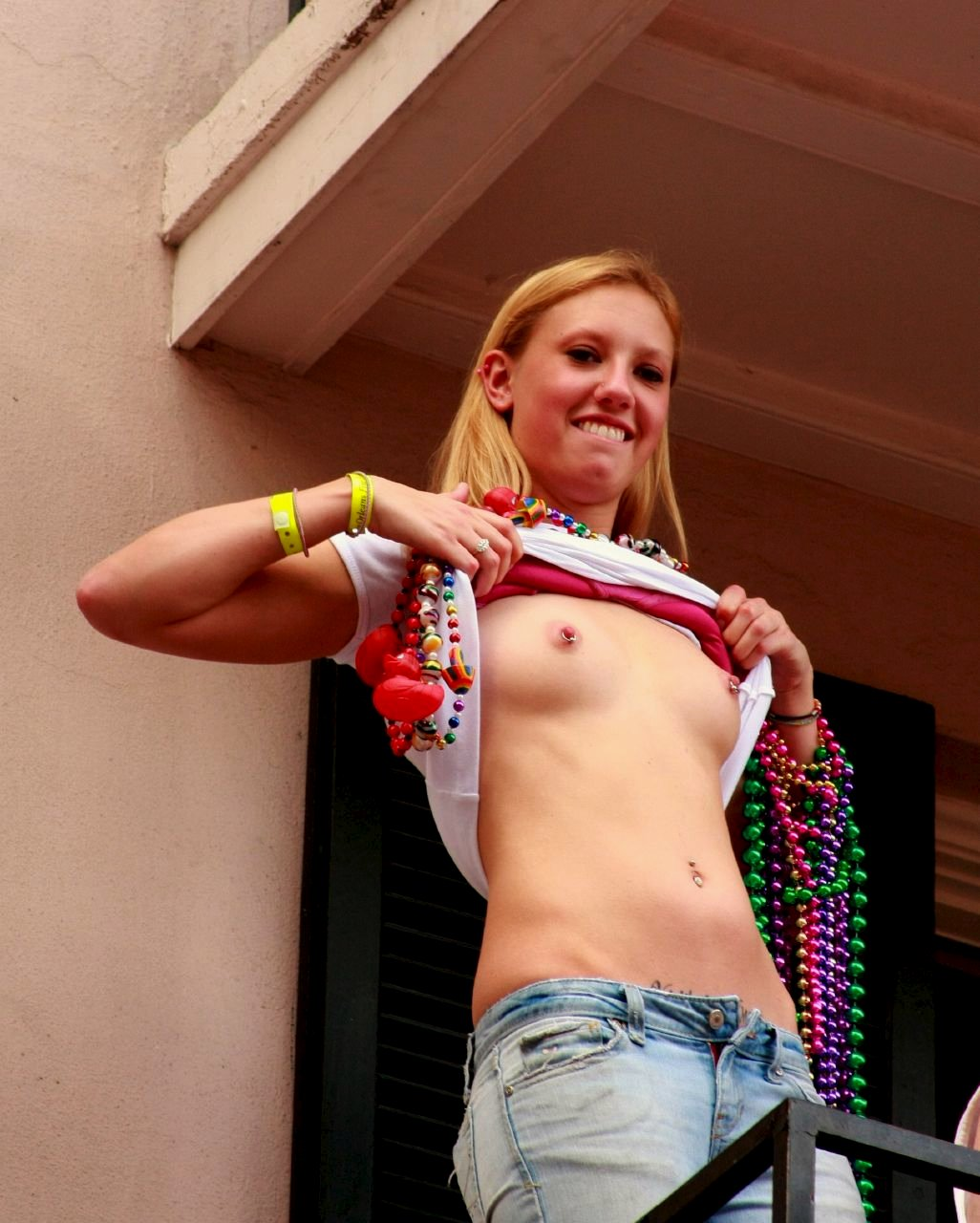
New Orleans 2008

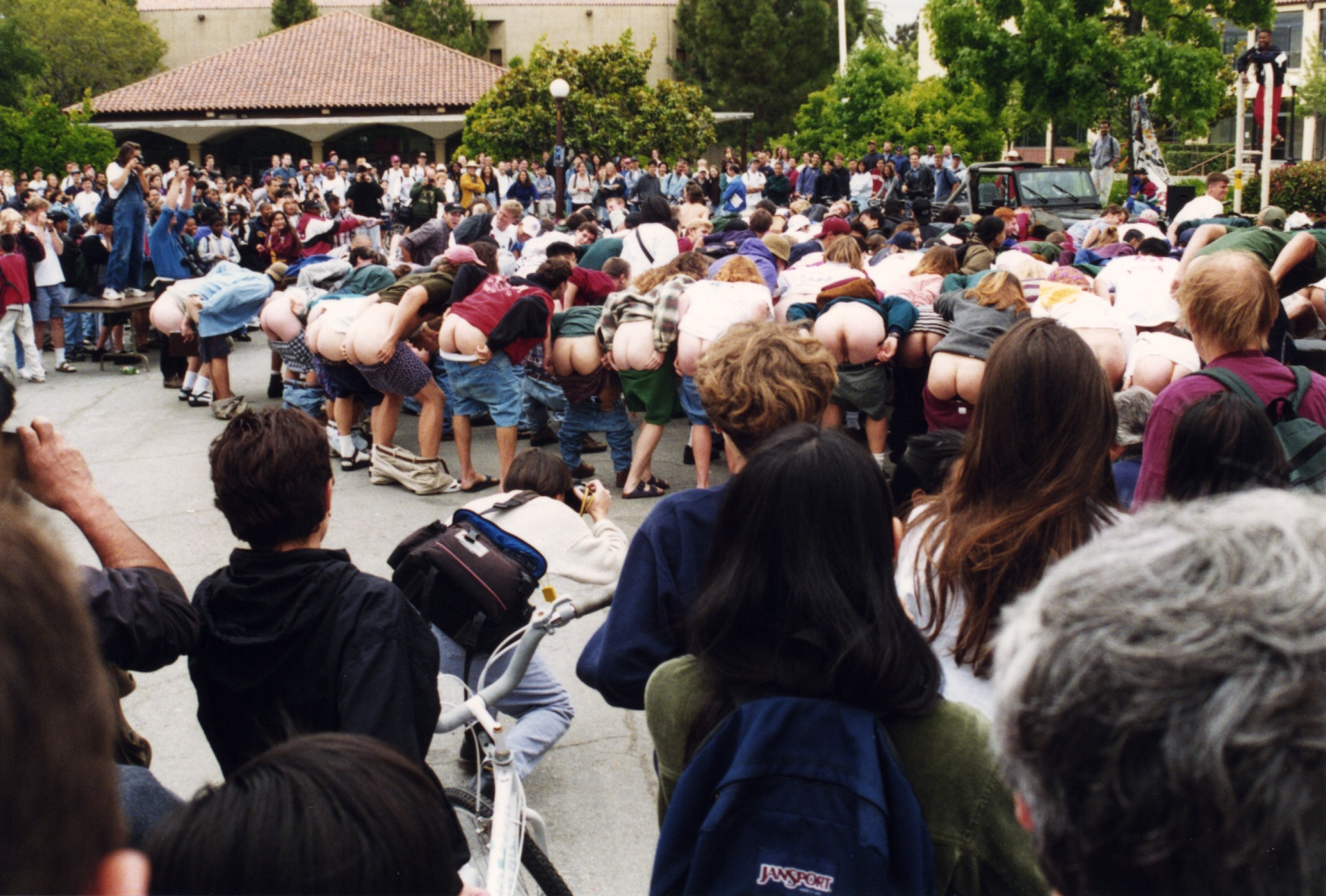
Stanford University

Mai multe feluri de comportament sunt clasificate ca fiind exhibiționism, printre care si:
- Anasyrma: ridicarea fustei atunci cand nu se poartă lenjerie intimă, pentru a expune organelle genitale.
- Candaulism: cand o persoană isi expune partenerul sau partenera sa intr-un mod provocator, sexual.
- Flashing:
  - afisarea temporară a sanilor de catre o femeie, cu ridicarea in sus si in jos a sutienului
  - sau, expunerea [[organelor genitale] ale unui bărbat sau femeie într-un mod similar
- Martymachlia: este o parafilie care presupune o atracție sexuală in a stii ca altii urmaresc executarea propriului act sexual. [10]
- Mooning: afișarea [[feselor] goale prin tragerea în jos a pantalonilor și a lenjeriei de corp. Aceasta actiune se face de cele mai multe ori pentru divertisment, sau ca o forma de dispret sau batjocura.
- Reflectoporn: actul de a se dezbraca și de a face o fotografie folosind un obiect cu o suprafață reflectorizantă pe post de oglindă, apoi postarea imaginii pe internet într-un forum public .[11] Exemplele includ “imagini cu bărbați și femei dezbrcate reflectate în ceainice, televizoare, prăjitoare de pâine și chiar cuțite și furculițe”[12] Exemplul general utilizat de toata lumea, care a initiat trendul, a fost acela al unui barbat care vinde un ceainic pe un site de licitații australian cu o fotografie în care corpul său gol este clar vizibil; [13] alte cazuri asemanatoare au urmat dupa aceea,[14][15][16] iar termenul specific de „reflectoporn” a fost inventat de Chris Stevens, jurnalist la Internet Magazine [17]
- Streaking: actul de a alerga gol intr-un loc public. De obicei intenția nu este una sexuală, ci mai mult aceea de a soca publicul.
- Sexting: actul de a trimite, primi sau redirecționa mesaje, fotografii sau videoclipuri cu un conținut sexual explicit.
- Scatologie telefonica: actul de a dace apeluri obscene catre persoane necunoscute sau catre unele cunoscute. Unii cercetători au susținut că aceasta este o variantă a exhibiționismului, chiar dacă nu are o componentă fizică.[18][19]
- Sex Cam: expunerea propriului corp pe webcam in cautarea placerii celorlalti, intr-un act de voaiorism (Camgirl).